# Велоінфраструктура Тернополя
Велоінфраструктура Тернополя — сукупність споруд, систем, служб Тернополя, необхідних для забезпечення умов розвитку велосипедного руху в місті, організації велоподій, спортивних змагань тощо.

## Історія розвитку
Концепцію розвитку велоінфраструктури Тернополя запропонували велоактивісти. Її підтримали в Тернопільській міській раді. Відповідно, до 2025 року заплановано ряд заходів щодо розвитку міської велоінфраструктури, зокрема:
- 2015—2018 — створення першого зеленого маршруту довкола Тернопільського ставу; станом на серпень 2017 заплановане майже реалізовано;
- 2015—2016 — маркування велодоріжок у парках і скверах згідно карти маршрутів; частково реалізовано, хоч і без дотримання норм законодавства та здорового глузду;
- 2016—2018 — маркування магістрального веломаршруту «Аляска-Дружба-Східний»;
- 2018—2021 — з'єднання між собою районів та прокладання альтернативних маршрутів;
- 2021—2025 — створення велохабів та продовження створення велодоріжок від Тернополя до прилеглих сіл, районів.

Наразі місту бракує не тільки велодоріжок, а й великих парковок у місцях, де люди пересідають з одного транспорту на інший. Велоактивісти пропонують розмістити їх біля авто- та залізничного вокзалів, «Шостого магазину», перетину вулиць 15 Квітня та В. Симоненка, на Збаразькому кільці.
У бюджеті міста на 2016 рік на розвиток велоінфраструктури заклали 2 млн гривень.
18 травня 2016 року в управлінні житлово-комунального господарства, благоустрою та екології Тернопільської міської ради відбулася зустріч робочої групи «Першочергові заходи по велоінфраструктурі на 2016 рік», в якій брали участь фахівці управління житлово-комунального господарства, благоустрою та екології ТМР, координатор проекту «ВелоТернопіль» Юрій Суходоляк, депутати, які підтримують розвиток велоінфраструктури — Назар Зелінка та Іван Сороколіт. 7 липня в Ресурсному центрі підтримки ОСББ з питань чистої енергії в місті Тернополі відбулася зустріч експертної ради з питань житлово-комунального господарства, екології та надзвичайних ситуацій, енергозбереження та енергоефективності за участі фахівців управління житлово-комунального господарства, благоустрою та екології, відділу технагляду, координатора проекту «ВелоТернопіль» Юрія Суходоляка та депутата Назара Зелінки. 26 серпня там само відбулася нарада щодо розвитку велоінфраструктури в місті на найближчі роки.
21 вересня 2016 року на засіданні виконавчого комітету Тернопільської міської ради затвердили титульний список капітального ремонту — влаштування велоінфраструктури в місті на 2016 рік, за яким передбачено влаштування велоінфраструктури
- на вул. Текстильній (в районі пішохідного переходу поблизу Тернопільського обласного центру зайнятості) та в районі пішохідного переходу поблизу фабрики «Нова»;
- на бульварі Тараса Шевченка (поблизу Українського дому «Перемога»)
- на вул. Білецькій (в районі переходу від ДПІ до парку імені Тараса Шевченка),
- на вул. М. Грушевського (в районі переходу від ОДА до парку);
- на вул. Руській (поблизу переходу біля зупинки «Готель Галичина» та поблизу Надставної церкви);
- на просп. С. Бандери (поблизу переходу від бульвару Д. Галицького до парку Національного Відродження)

1 лютого 2017 року на засіданні виконавчого комітету Тернопільської міської ради затвердили титульний список капітального ремонту — влаштування велоінфраструктури в місті на 2017 рік, за яким передбачено
- влаштування велоінфраструктури по вул. Руській (на пішохідних переходах перехрестя вулиць Замкова — Руська — Шашкевича);
- влаштування велоінфраструктури в межах транспортної розв'язки вул. Збаразька — вул. Енергетична — просп. Злуки — вул. Текстильна — вул. Промислова;
- встановлення велопарковок.

## Велодоріжки

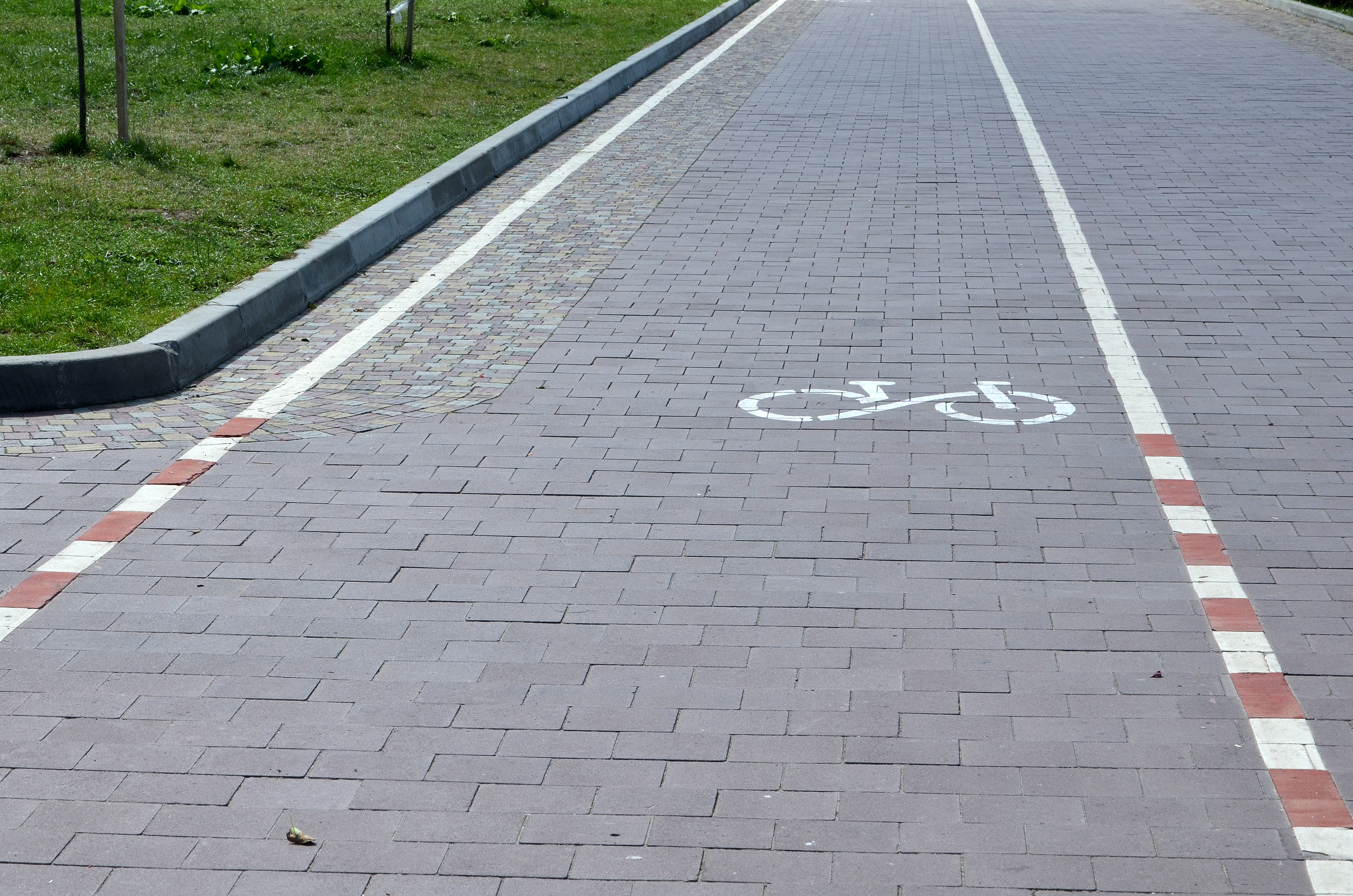
Велодоріжка в парку імені Тараса Шевченка
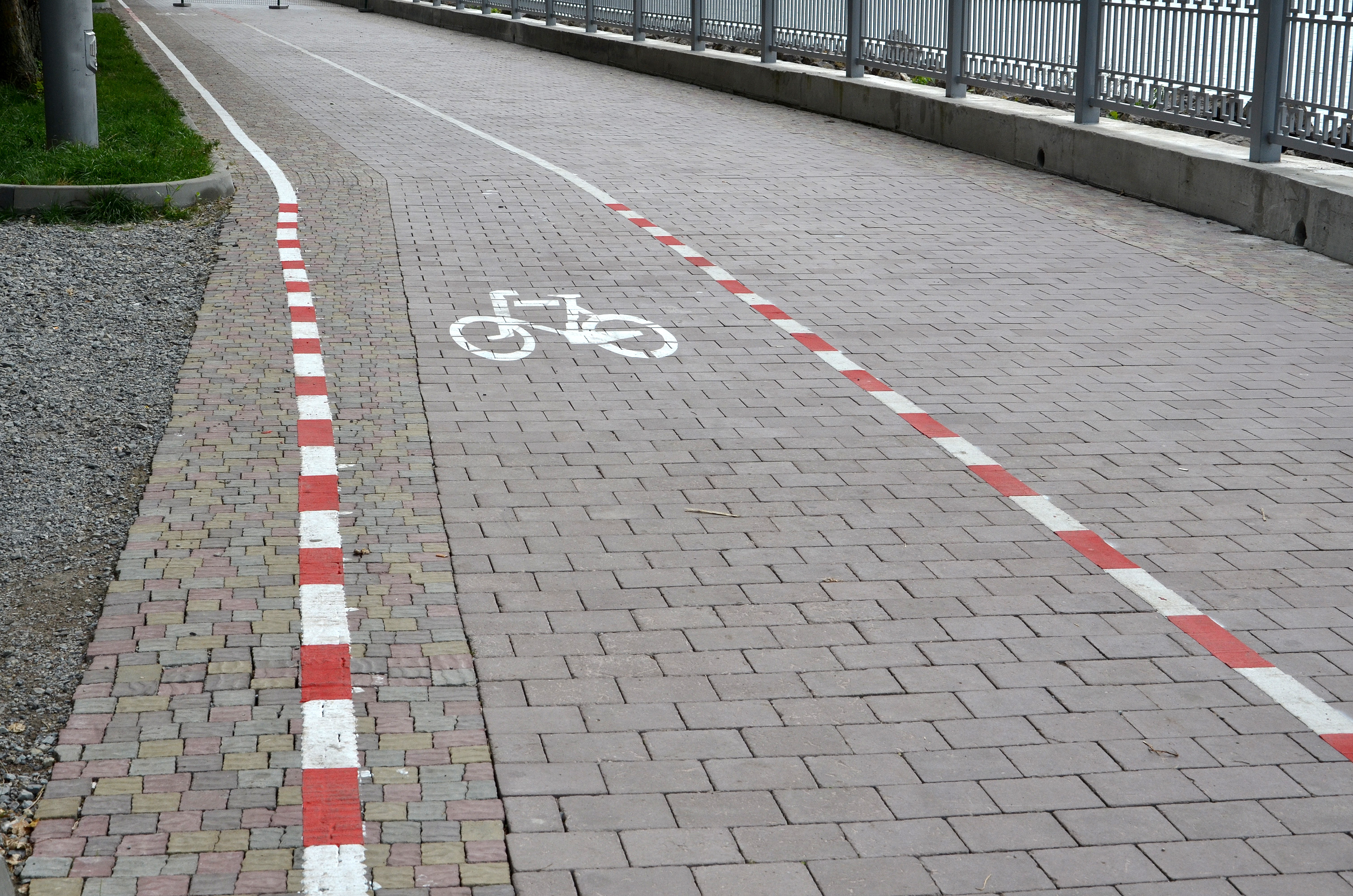
Велодоріжка вздовж набережної
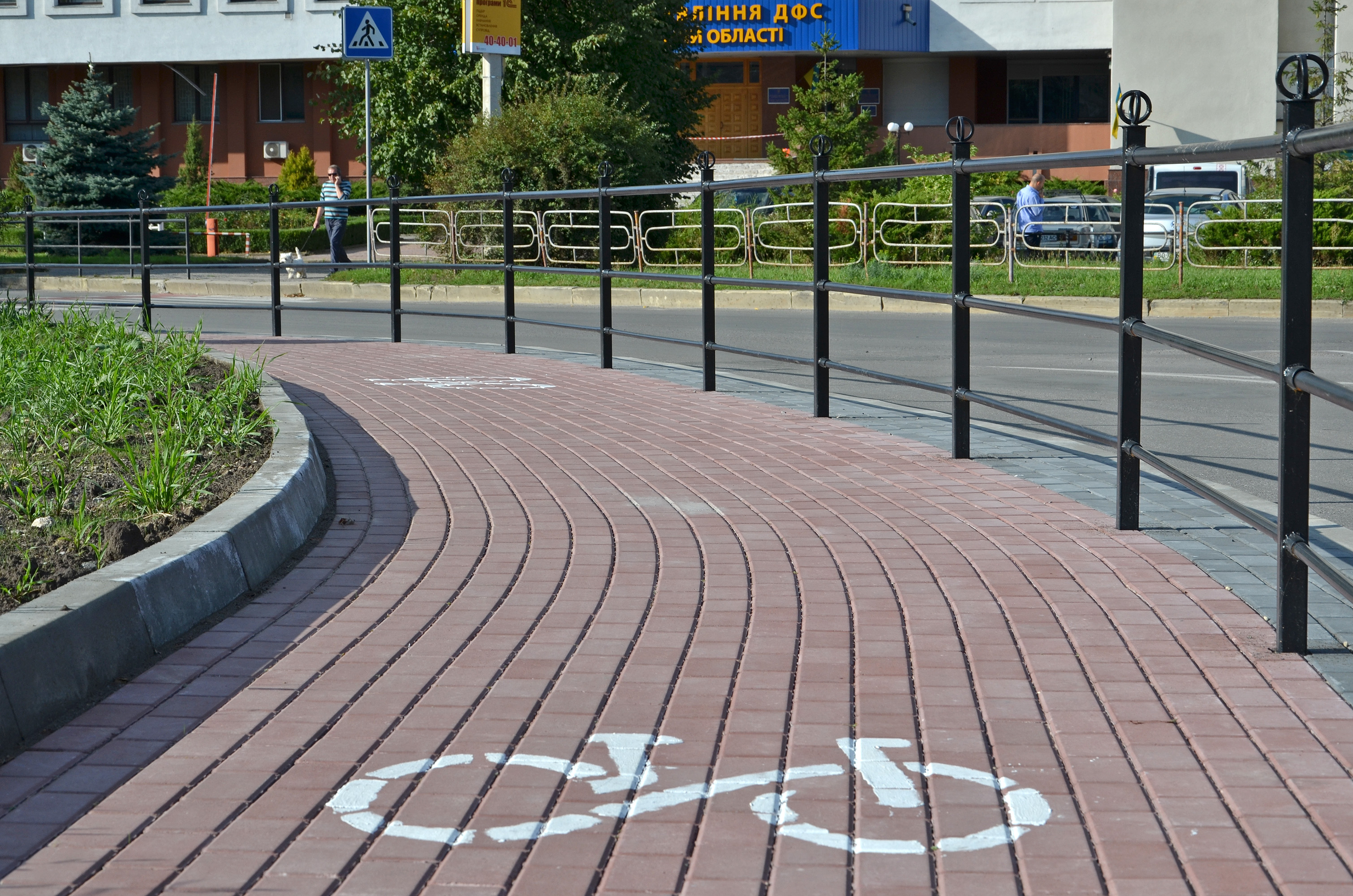
Велодоріжка з боку ТОДА
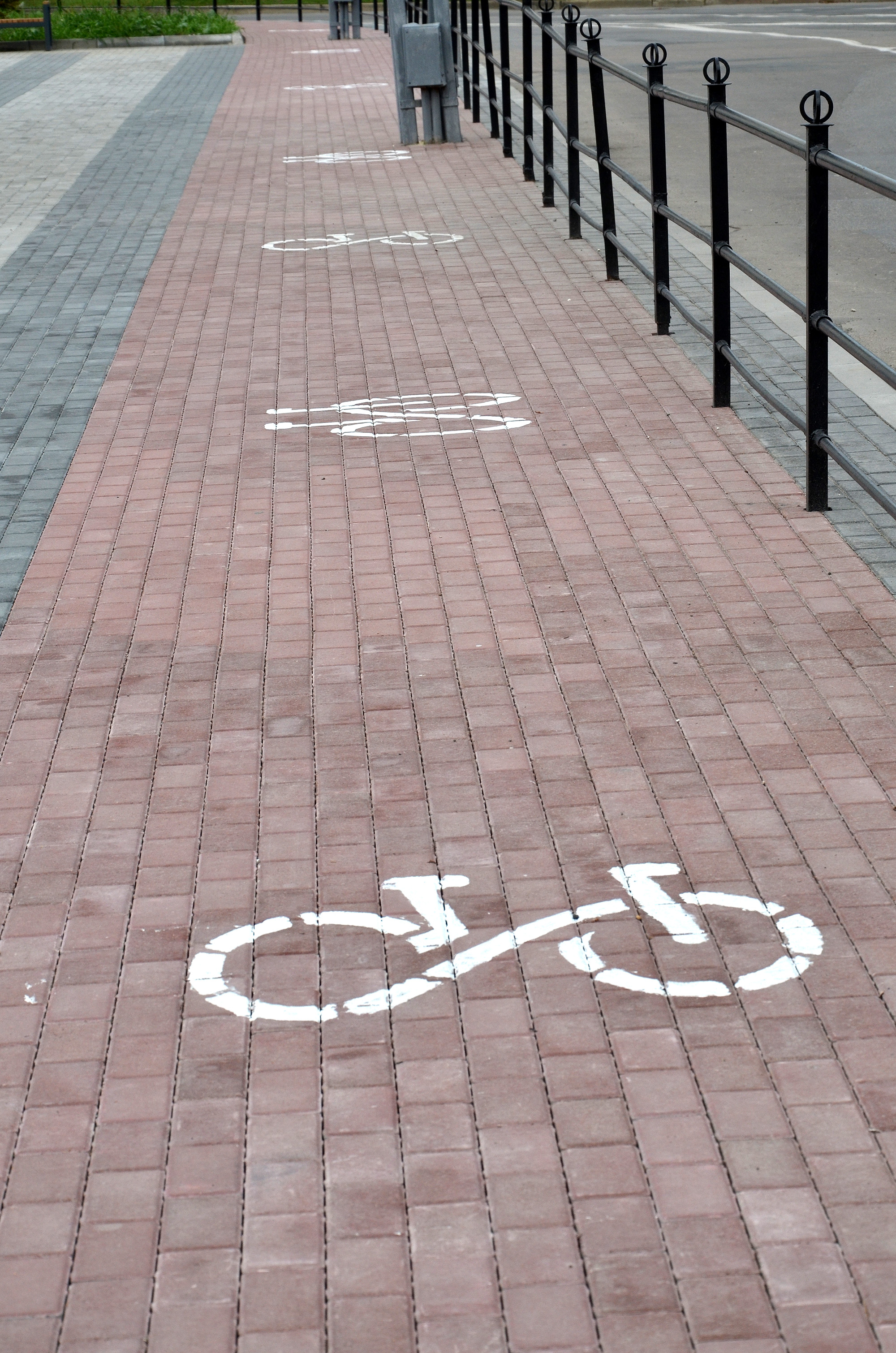
Велодоріжка з боку ТОДА

Велосипедні доріжки є:
- у парку імені Тараса Шевченка від вул. Руської (біля церкви Воздвиження Чесного Хреста вздовж набережної ставу на «Циганку» на Новому світі
- у парку імені Тараса Шевченка від вул. Замкової до вул. Білецької
- у гідропарку «Топільче» на центральній алеї від вул. Митрополита Шептицького до дамби на вул. Руській
- у межах транспортної розв'язки нa вулицях Збаразькій, Енергетичній, Текстильній, Промисловій та проспекті Злуки[10]

## Велопереїзди
- на вул. Руській поблизу Надставної церкви[10]
- на вул. Білецькій поблизу Головного управління державної фіскальної служби[10]

## Велорозмітка
Наразі на велодоріжках активісти нанесли розмітку у вигляді велосипеда за допомогою трафарета.

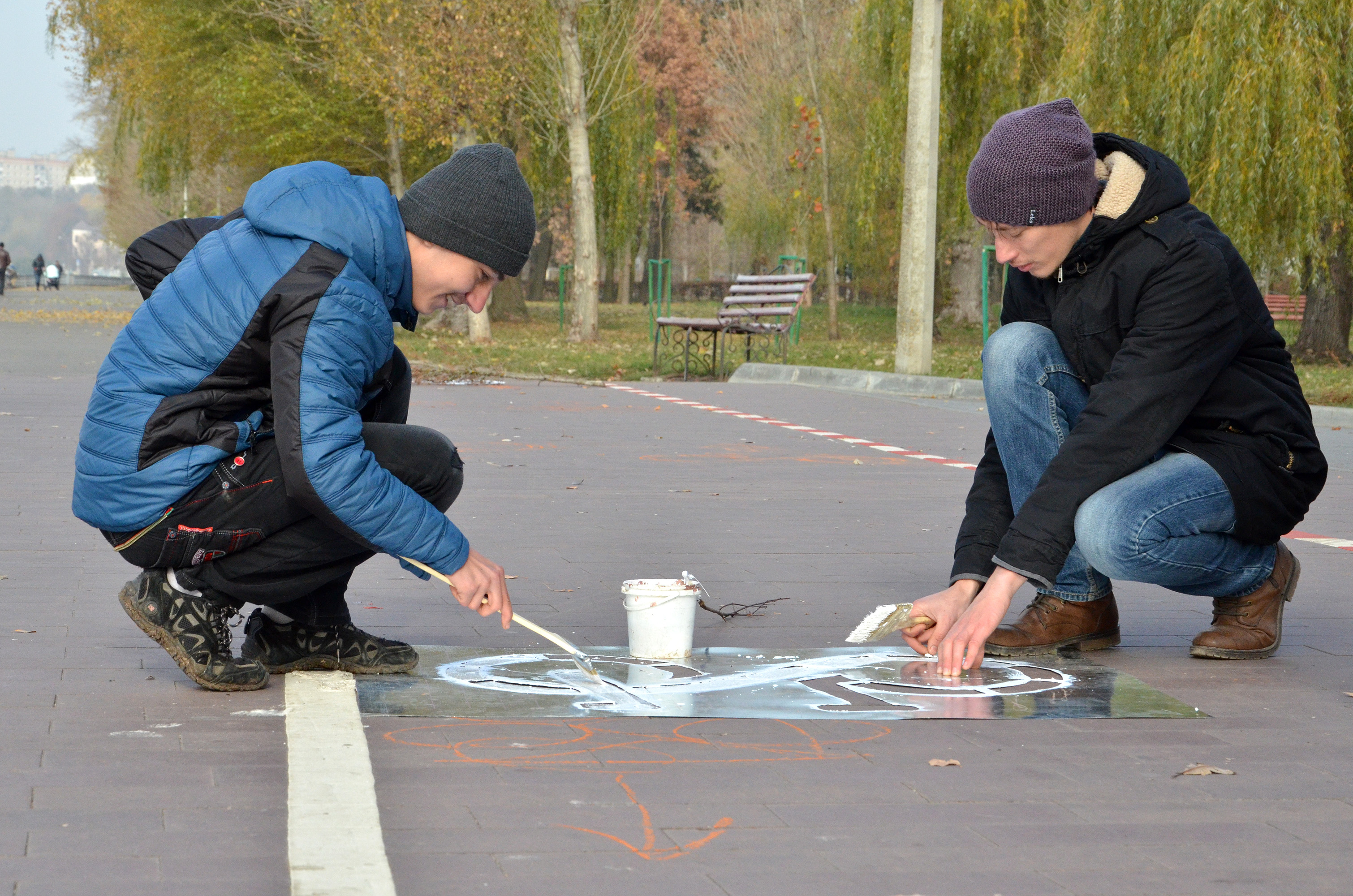
Велоактивісти наносять розмітку на велодоріжку в парку імені Тараса Шевченка
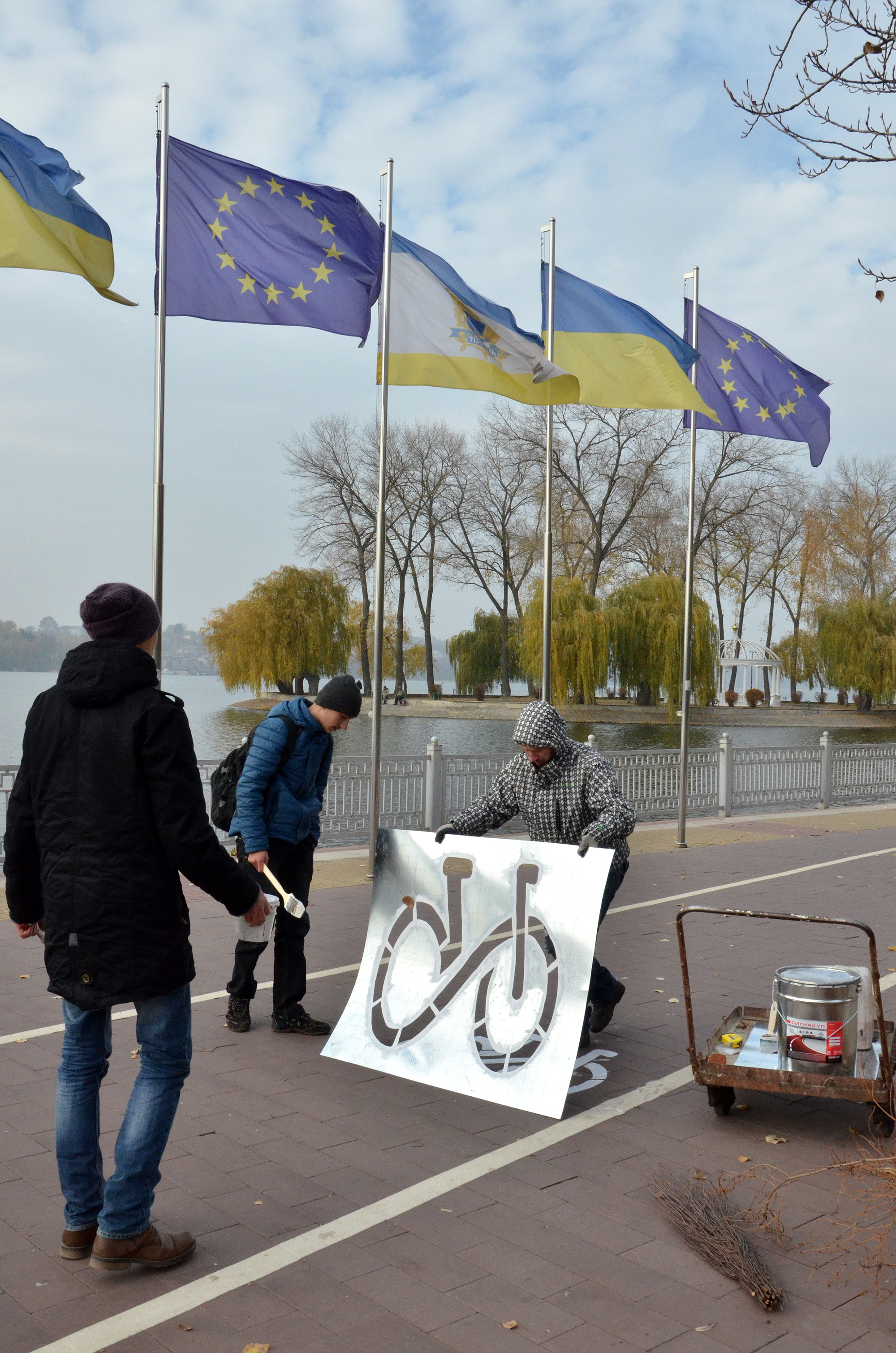
Для нанесення розмітки використано трафарет
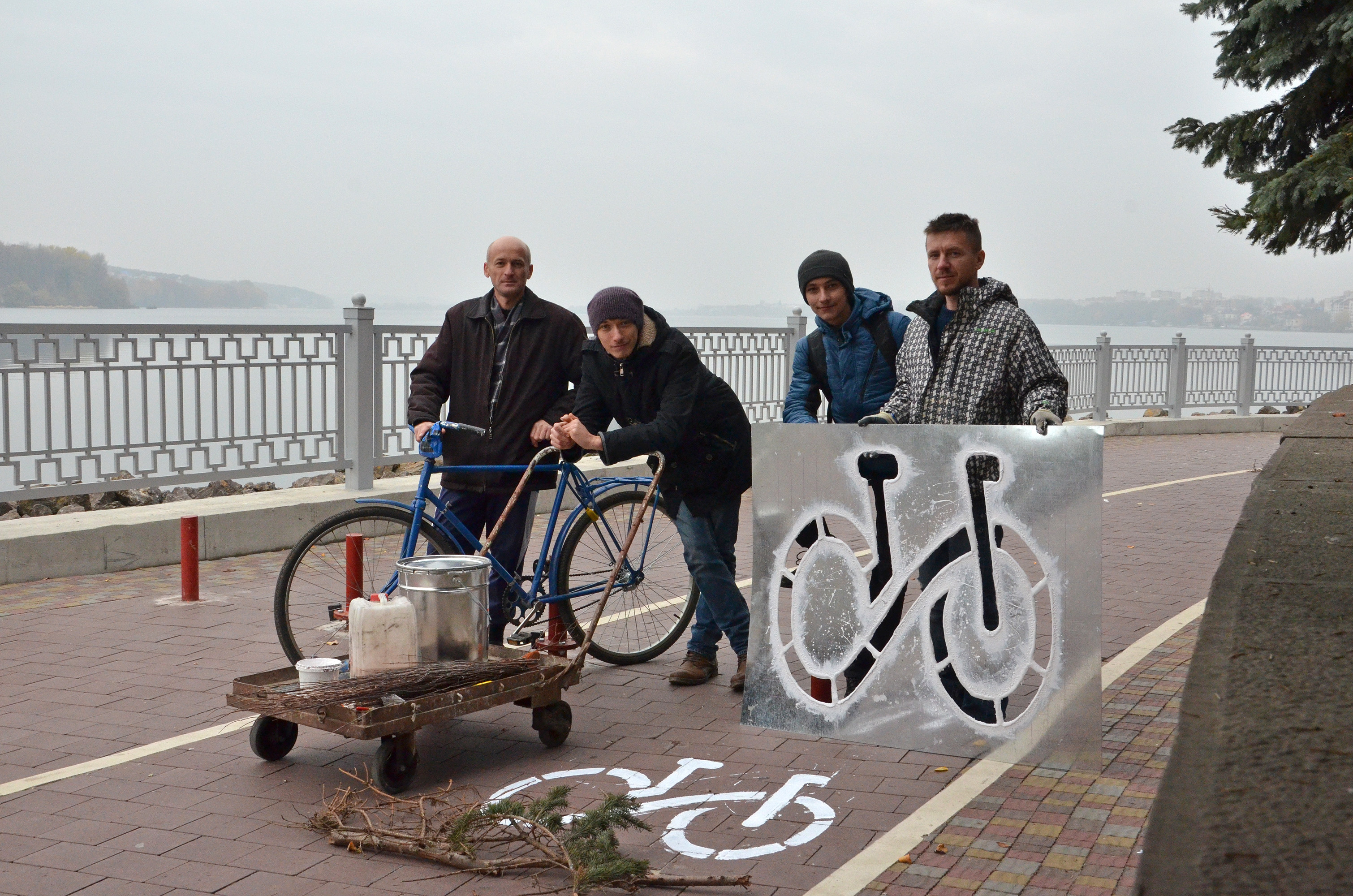
Крайній зліва — Микола Василечко, крайній справа — Юрій Суходоляк

## Велопарковки

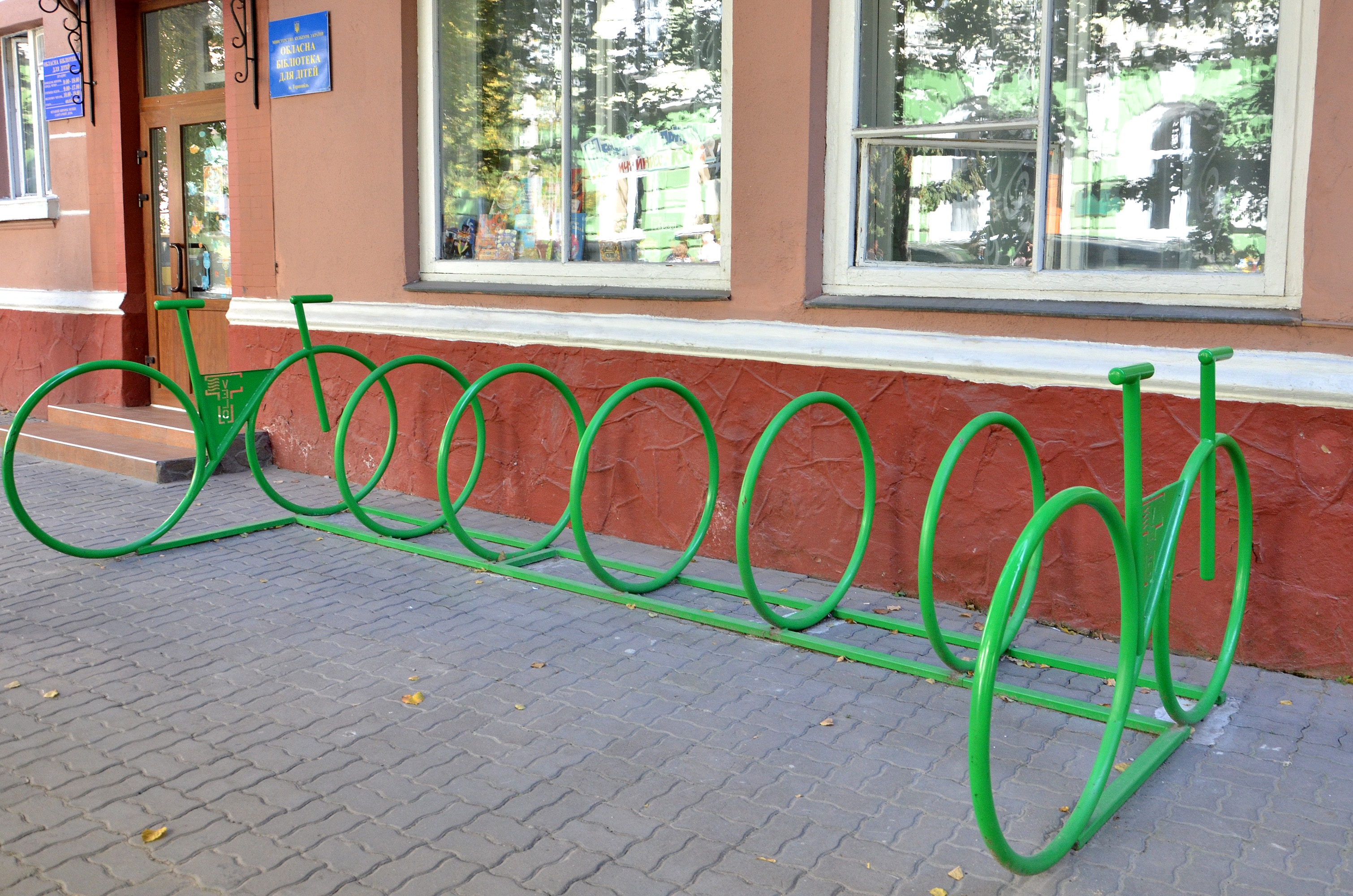
Велопарковка біля Тернопільської обласної бібліотеки для дітей
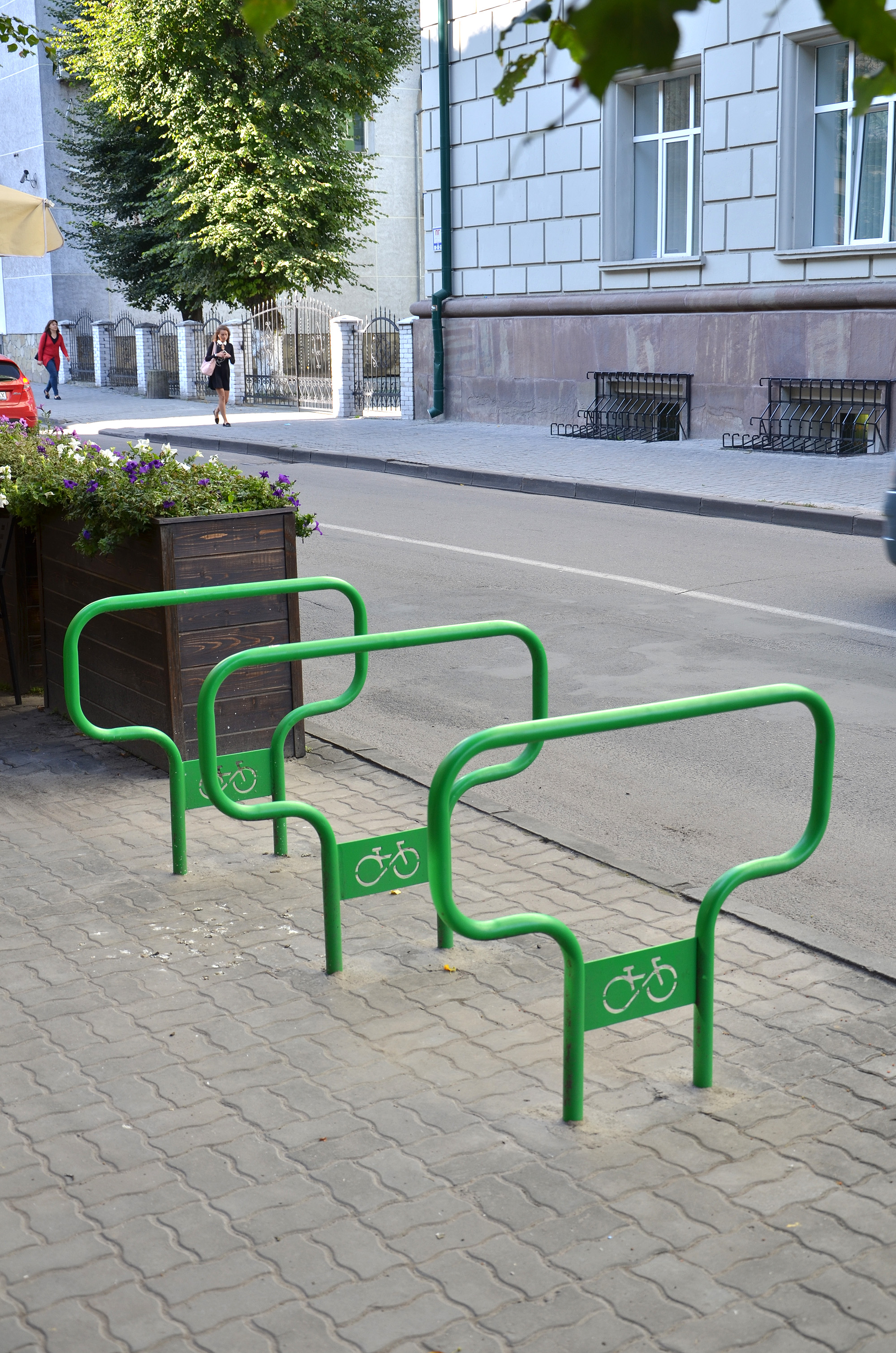
Велопарковка біля Тернопільської обласної організації НСПУ
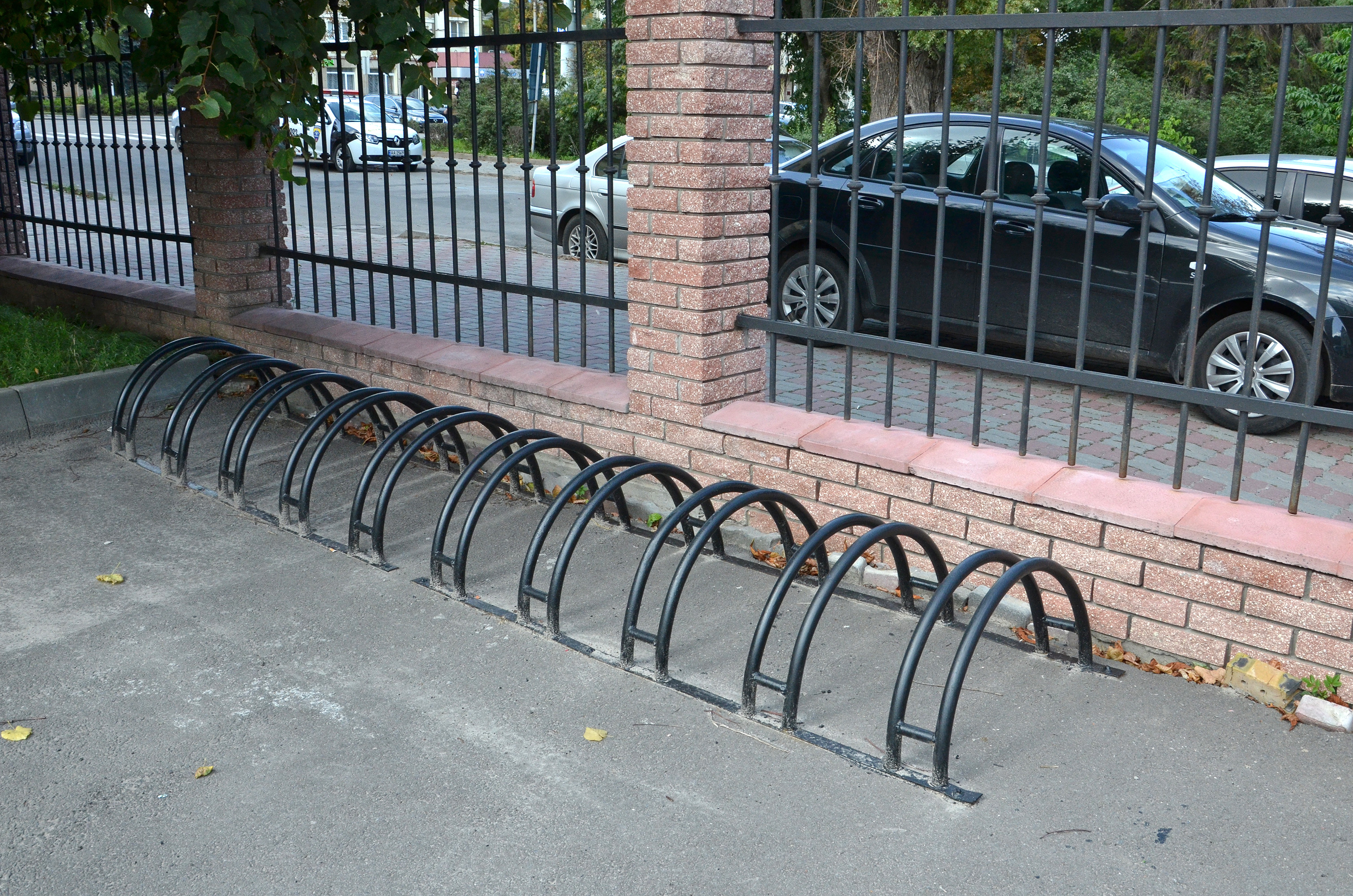
Велопарковка на території Тернопільського державного медичного університету
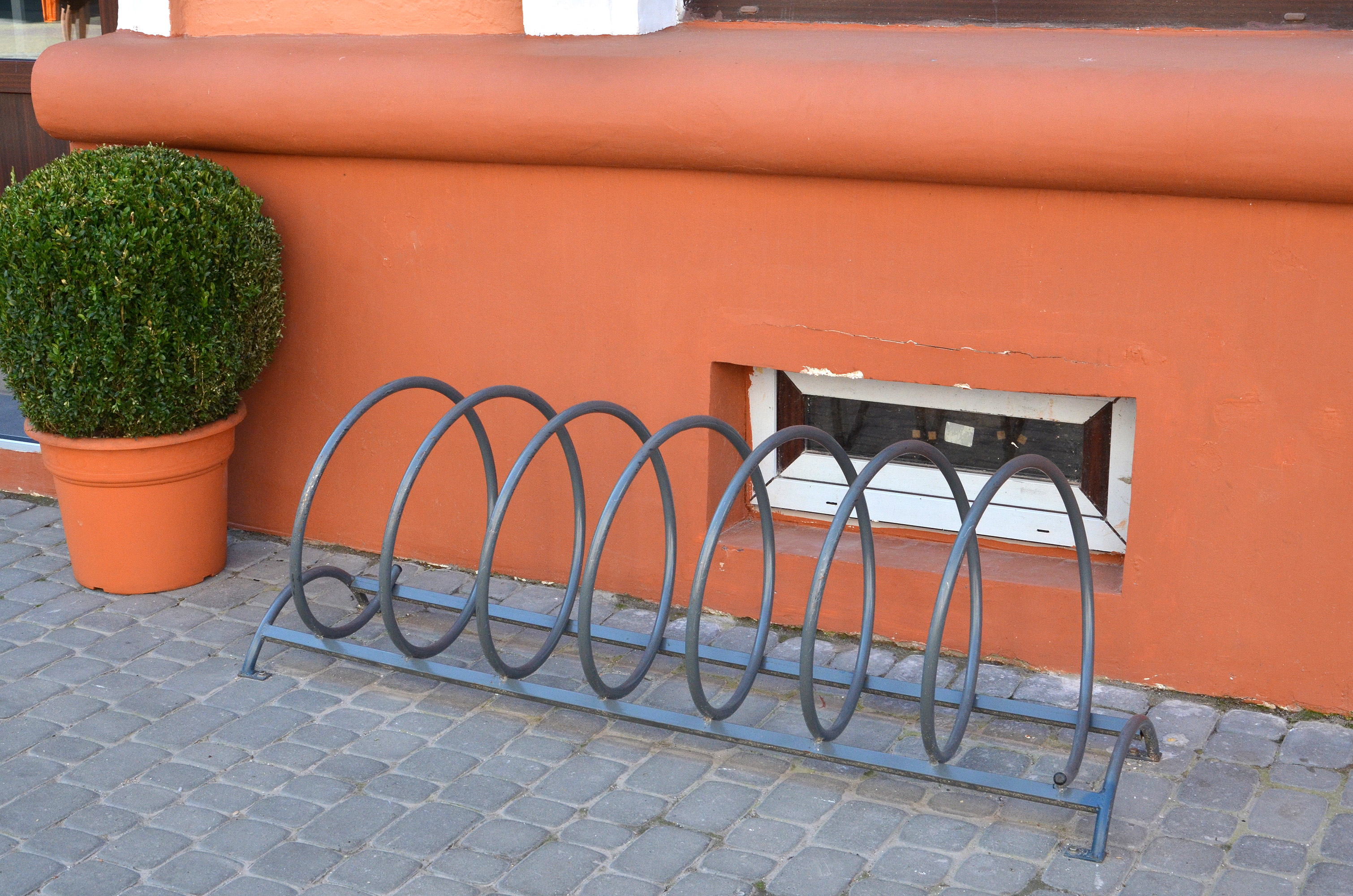
Велопарковка біля магазину КТС на вулиці Гетьмана Сагайдачного
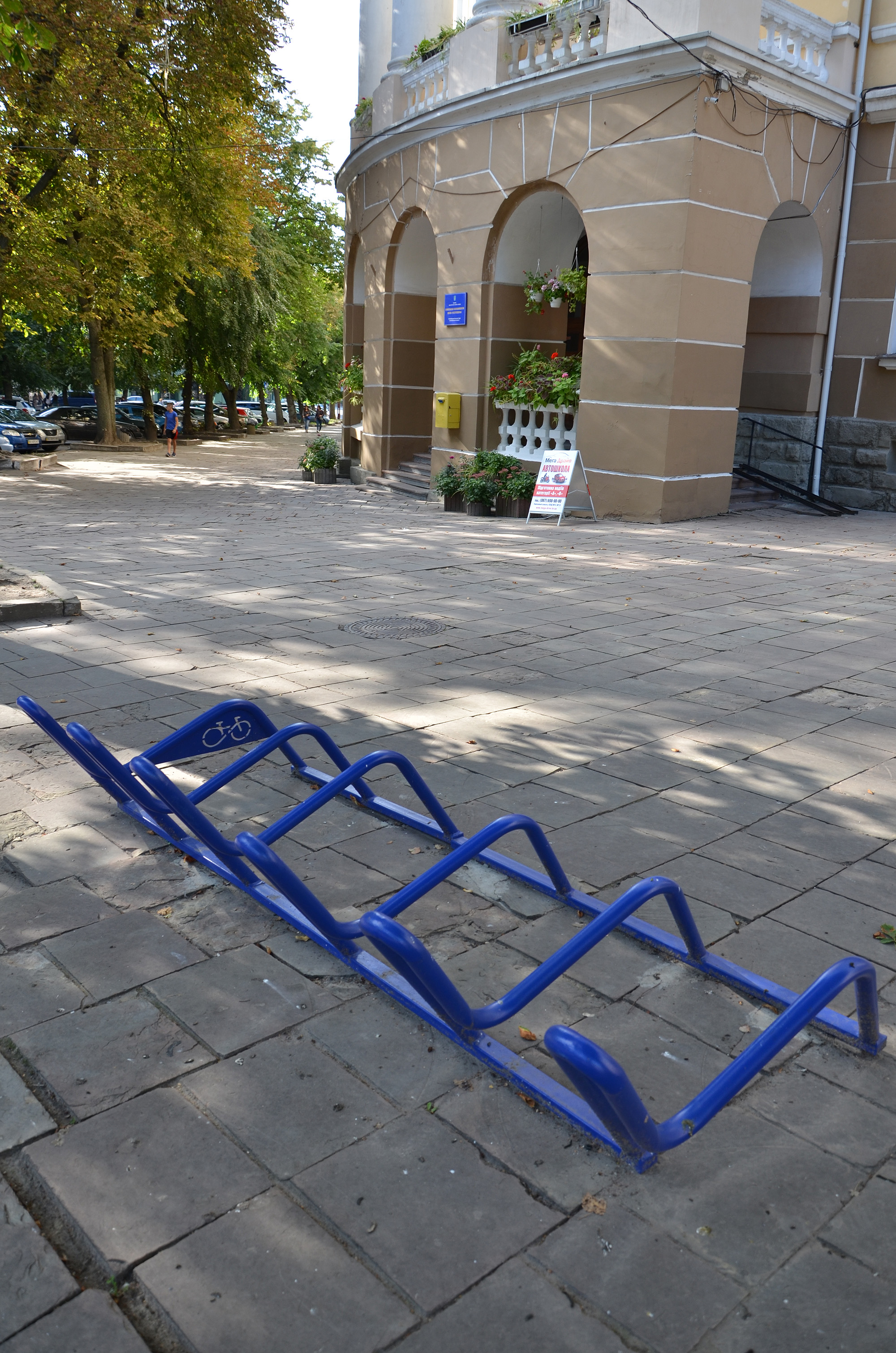
Велопарковка біля Тернопільської загальноосвітньої школи № 4
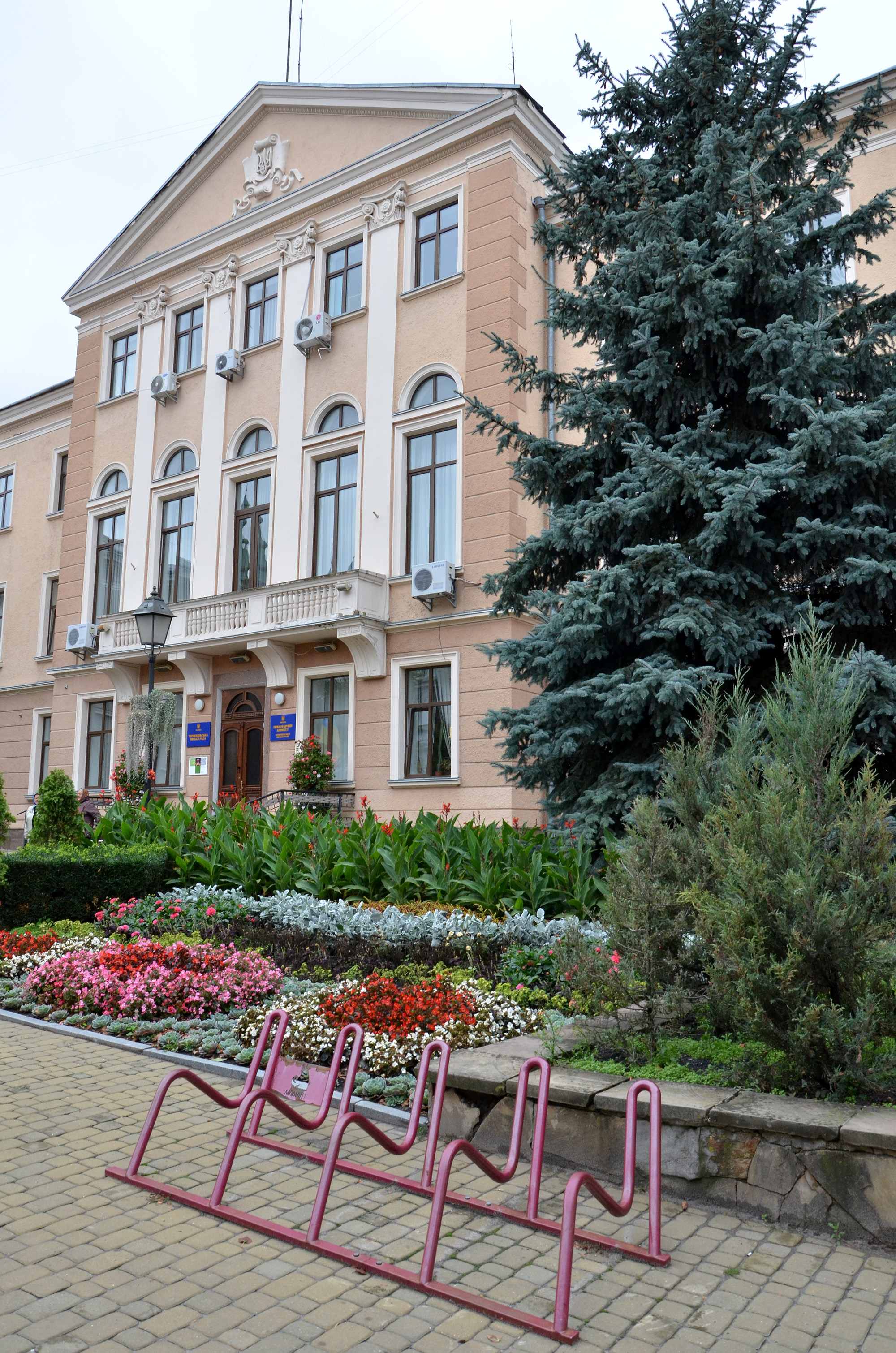
Велопарковка біля Тернопільської міської ради

Перші велопарковки в Тернополі почали з'являтися ще наприкінці 2000-их. Нині вони є вже майже в усіх районах міста — встановлені комунальниками в заздалегідь обумовлених місцях, біля шкіл, установ міста, підприємцями біля закладів торгівлі, кав'ярень, барів, ресторанів. Станом на початок жовтня 2017 року міською владою встановлено 114 велопарковок біля місць громадського відпочинку, навчальних закладів та медичних установ.
 Вікісховище має мультимедійні дані за темою: Велопарковки‎ в Тернополі

## Велознаки
Поки що ні велоактивістами, ні державними органами в Тернополі не встановлено жодних велознаків, навіть стандартних 4.12. «Доріжка для велосипедистів» та 4.14. «Доріжка для пішоходів і велосипедистів», 4.22 «Суміжні пішохідна та велосипедна доріжки».

## Велокомерція
- магазини
  - «Велокрай» — прокат та продаж велосипедів для особистого користування, вул. Текстильна, 28Б[11]
  - «Вело Сіті» — С. Крушельницької, 43
  - «РоверБайк» — Митрополита Шептицького, 3
- заклади харчування
  - арткав'ярня «Ровер» — Театральний майдан

У Тернополі велосипеди використовуються як елементи реклами, зокрема, у рекламних кліпах, а також як рухомі чи нерухомі рекламні конструкції. Велосипеди чи їхні частини використовують як елементи декору інтер'єрів та вітрин закладів.

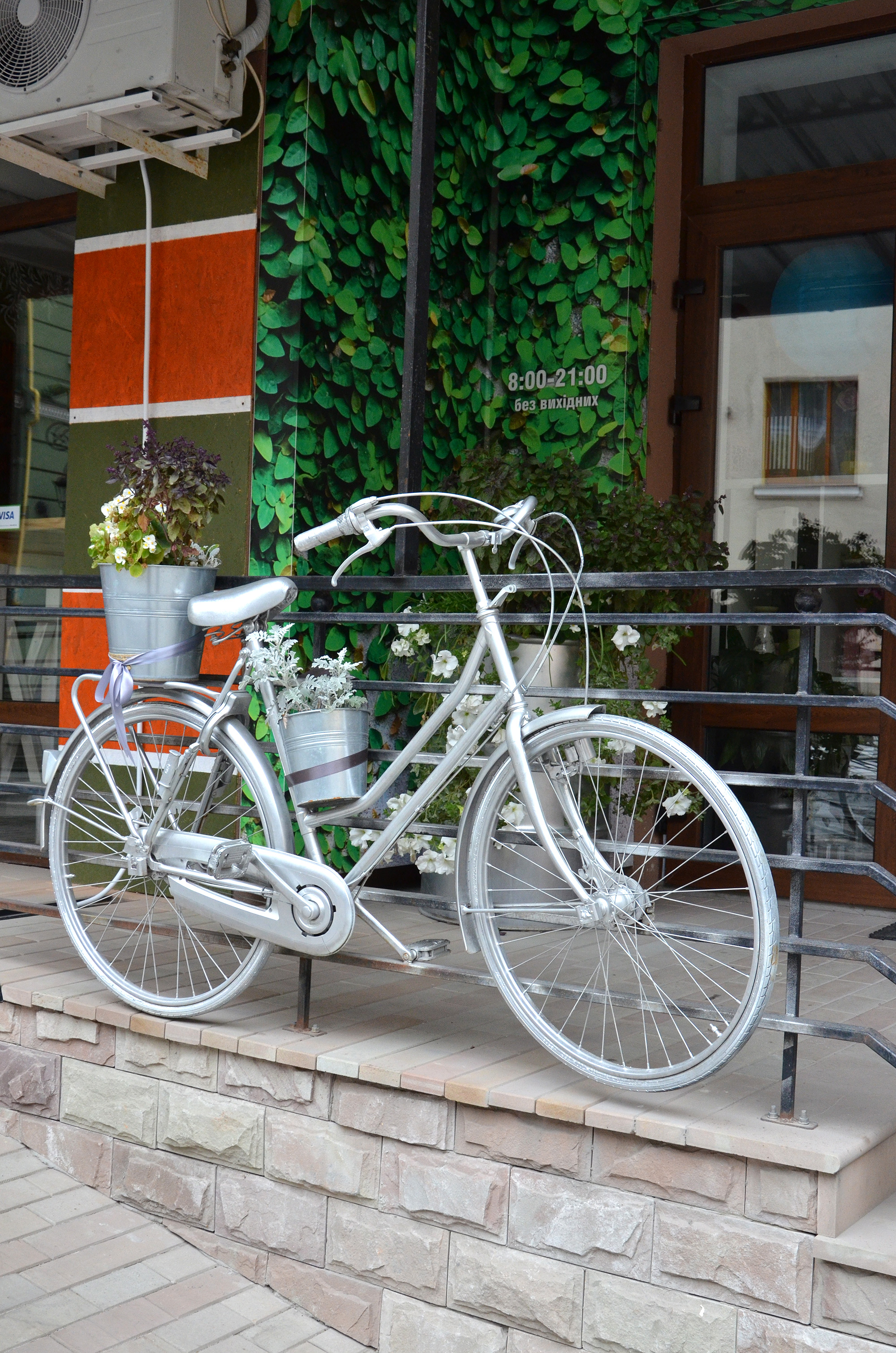
Салон флористики та декору «Flor Decor»
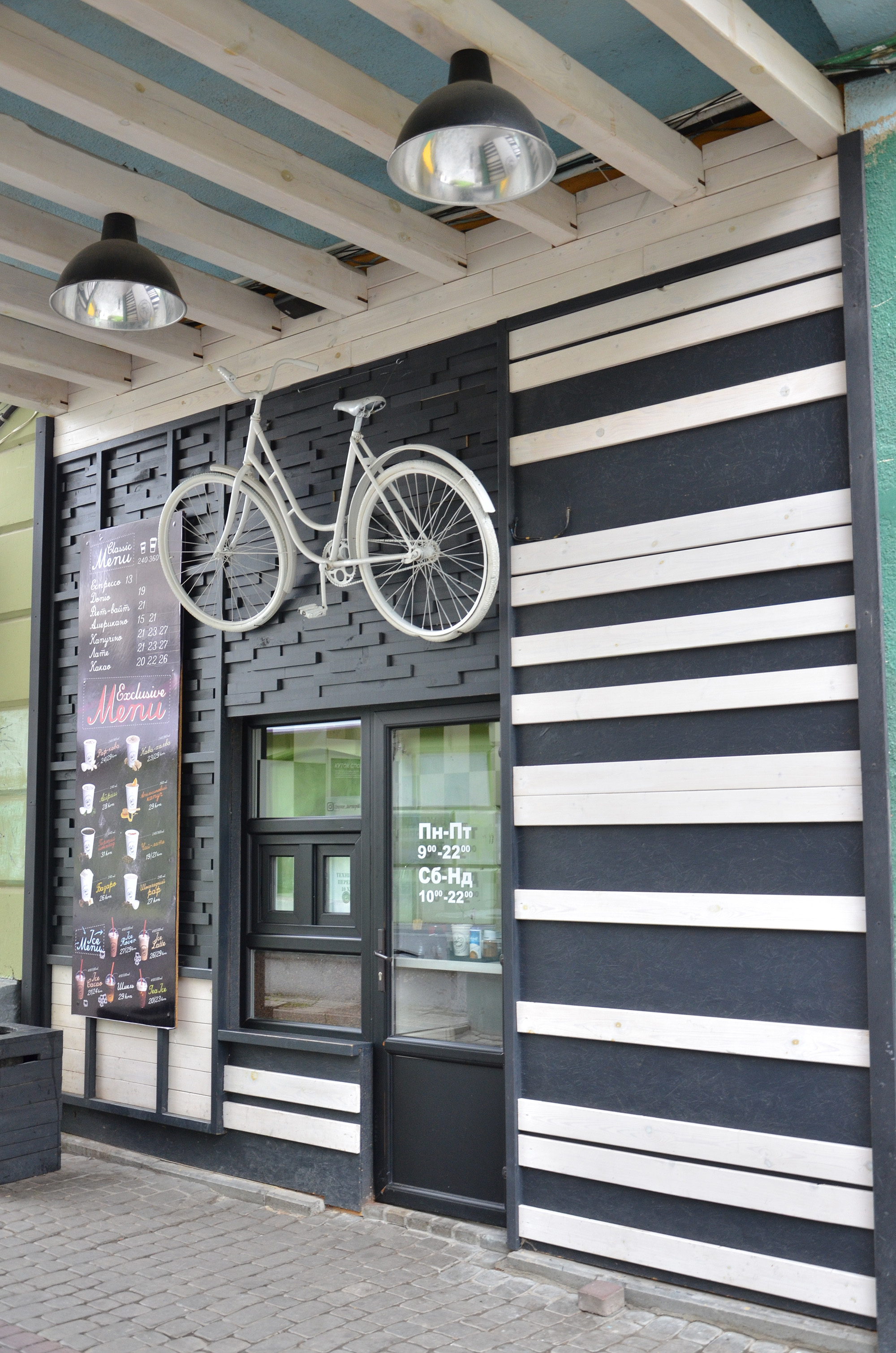
Арткав'ярня «Ровер»